# SN 2004cp
SN 2004cp – supernowa typu Ia odkryta 24 maja 2004 roku w galaktyce A154024+3251. W momencie odkrycia miała maksymalną jasność 19,60m.